# Per (motorfiets)
Per is een historisch merk van motorfietsen.
De bedrijfsnaam was: Per Kraftfahrzeugbau Kurt Passow AG, later Kraftfahrzeug Verkaufs GmbH, Braunschweig-Klein Stöckheim en Passow & Co. GmbH, Zwickau (1924-1926).
Passow had eerst de weinig succesvolle Pawa ontworpen en kon ook met de 308 cc tweetakten die hij onder de naam Per op de markt bracht geen succes boeken.